# Girardia tigrina
Girardia tigrina és una espècie de triclàdide dugèsid originària d'Amèrica. S'ha introduït accidentalment a Europa i Japó.

## Morfologia
Els animals madurs de G. tigrina mesuren entre 6 i 18 mm de longitud i entre 1 i 3 mm d'amplada. El cap té forma triangular i presenta la punta anterior roma o lleugerament arrodonida. Les aurícules són curtes i amples. Normalment presenten dos ulls força junts i en una posició anterior al nivell de les aurícules. La coloració és variable. A ull nu els individus poden presentar un color marró gairebé uniforme o bé presentar taques de diverses tonalitats de marró amb altres taques de color blanc distribuïdes de manera irregular. Altres vegades, els individus presenten un parell de ratlles longitudinals fosques separades per una ratxa clara a la línia mitjana del dors. Els individus dels dos tipus de coloració (marrons i amb un parell de ratlles) poden trobar-se en la mateixa població. La superfície ventral no acostuma a presentar pigment. La faringe està pigmentada però presenta la punta blanca. Anatòmicament G. tigrina és molt similar a G. dorotocephala.

## Alimentació
G. tigrina és una espècie carnívora que s'alimenta d'invertebrats com oligoquets, isòpodes, quironòmids, gasteròpodes, tricòpters i efemeròpters.

## Distribució
Originària d'Amèrica, Girardia tigrina s'ha convertit en espècie invasora a Europa i Japó. D'ençà que va ser registrada per primera vegada a Europa l'any 1925, s'ha registrat a molts països europeus com per exemple França, Alemanya, Itàlia, els Països Baixos, Romania, o Gal·les.

## Cariologia
El nombre bàsic de cromosomes de G. tigrina és n = 8. Hi ha espècimens diploides (2n = 16) i triploides (3n = 24).